# Check-list

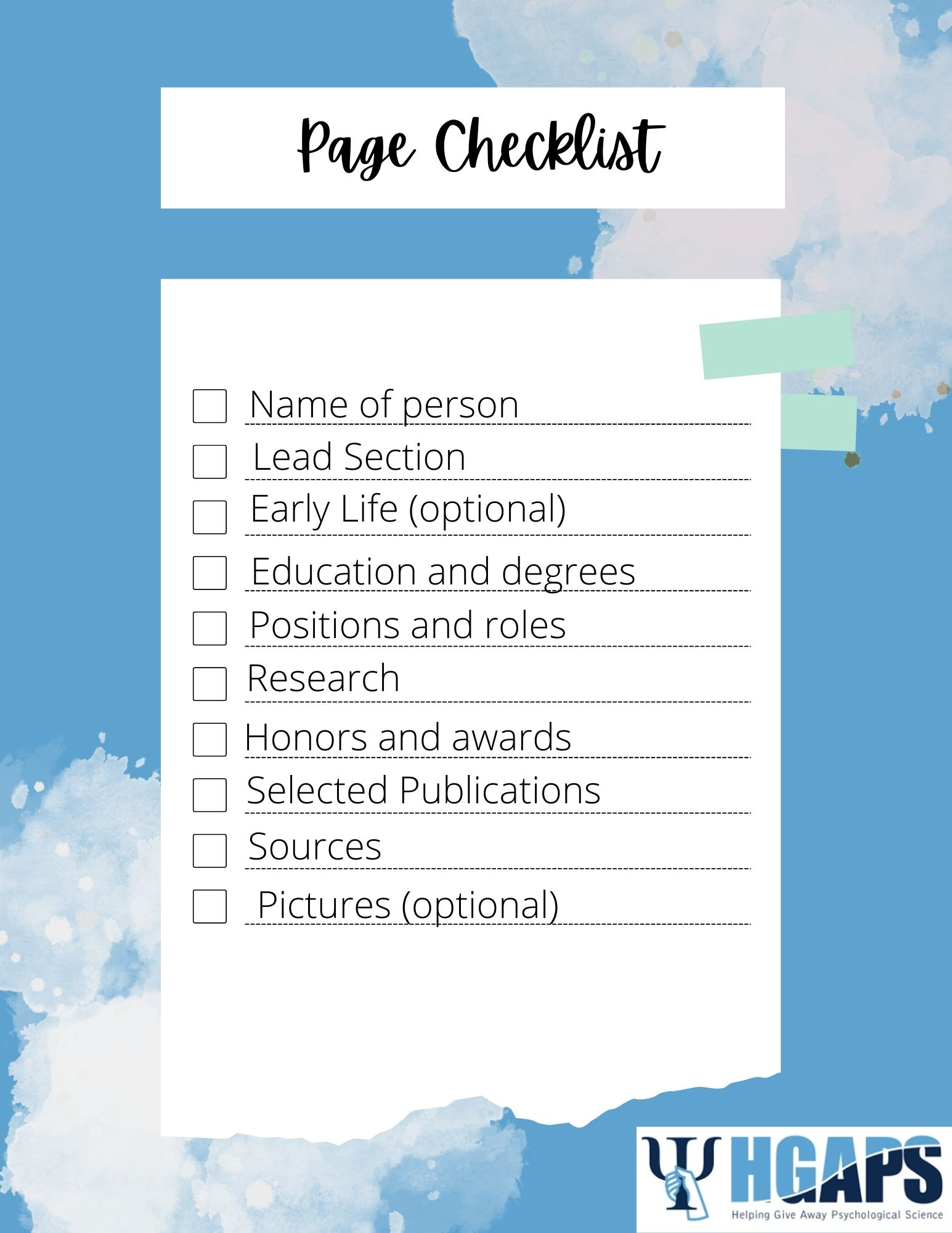
Exemple de check list

Une check-list, en français liste de vérifications, est un document construit dans le but de ne pas oublier les étapes nécessaires d’une procédure pour qu’elle se déroule avec le maximum de sécurité. Cette opération peut se dérouler à voix haute et/ou en cochant une liste écrite de procédure. Elle est utilisée en particulier dans les domaines de l'aéronautique et de la santé.

## Terminologie
En anglais, check-list ou checklist est un terme général. Sa définition dans le Webster's New World Dictionary of American English (1988) est : « a list of things, names, etc. to be checked off and referred to for verifying, comparing, ordering, etc. » (liste de choses, de noms, etc., à marquer d'une coche et auxquels se reporter afin de vérifier, comparer, ordonner, etc.). Le Comprehensive Dictionary of Engineering and Technology (sens anglais-français) (1984) donne les équivalences suivantes :
- check list (aero) : liste f de vérification (ELF),
- check list (ind. eng) : liste f de recherche,
- check listing : pointage.

Selon  le linguiste Jean Tournier, check-list / checklist est « un emprunt partiel intégré mais inutile ». Le français use également de l'expression « bordereau de contrôle » et « le J.O. (09-11-76) recommande liste de vérification » (p. 316) .

## Dans le domaine de l'aviation
En aviation, la check-list est une procédure de sécurité, consistant à vérifier méthodiquement si l’appareil est en état d'effectuer la phase de vol suivante. On vérifie, par exemple, si les composants sont en bon état, si les critères de l’étape suivante sont remplis et si les commandes sont réglées aux bons endroits. On vérifie aussi la puissance des gaz, les volets, le train d’atterrissage, l’automanette, le pilote automatique, la distance par rapport à un lieu précis, les phares et d’autres éléments qui diffèrent selon le type et le modèle de l’avion.
Le vol 5022 Spanair s’est écrasé au décollage à Madrid en 2008 à cause d’une checklist inachevée.

### Types
- roulage
- avant-décollage
- après-décollage
- croisière
- descente
- approche
- atterrissage
- après-atterrissage

### Exemples
Après-décollage
- Train :  rentré verrouillé
- Pompe : off
- Phare : off
- Volets : rentrés
- Paramètres moteur : normaux / affichés

Atterrissage
- Train : sorti verrouillé : 3 vertes
- Pompe : on
- Phare : on
- Volets : 10°

## Dans le domaine de lasanté

### Sécurité du patient
La sécurité du patient a pour objectif de réduire le nombre d’évènements indésirables lié aux soins. On appelle évènement indésirable tout évènement inattendu qui perturbe ou retarde le processus de soin, ou influe directement sur la santé du patient. Ces évènements peuvent être plus ou moins graves (événement porteur de risque - EPR - ou événement indésirable grave - EIG) et plus ou moins évitables.
 Le rapport de l’Académie de Médecine Américaine (IOM) « To err is Human – Building a safer health system »  a démontré que la cause de ces évènements est rarement liée au manque de connaissance des professionnels mais le plus souvent aux défauts d’organisation, de manques de vérification, coordination, communication, bref liés à un manque de culture commune de sécurité.
Ces éléments peuvent être prévenus par la mise en œuvre d’une check-list adaptée. Le monde hospitalier en général, et les quartiers opératoires en particulier, peuvent apprendre beaucoup de l'industrie aéronautique qui recourra au concept de check-list déjà en 1935 après le crash du prototype du bombardier B19 de Boeing à la fin d'une démonstration. Le concept de check-list fut entièrement réévalué et adapté en 1977 après la catastrophe de Tenerife où un Boeing 747 de la Pan Am entra en collision sur la piste avec un 747 de la KLM.
Une étude a été conduite en 2007 et 2008 sur 3 733 patients devant subir une chirurgie non cardiaque dans 8 hôpitaux de 8 pays. 3 955 des patients ont bénéficié d’une check-list et ont été suivis un mois après l’opération. 
L’étude publiée en 2009 a conclu que dans le cas d’une opération chirurgicale, que ce soit dans un hôpital moderne de pays riche, ou dans un pays dit « pauvre », la vérification systématique et à voix haute de 19 points (recommandés par les guides de bonnes pratiques et l’OMS) pendant et après l’opération, réduisait de 36 % le risque de complication (dont la mort) dans le mois suivant l’opération.
Cette liste inclut des items aussi simples que : vérifier l’identité du patient, vérifier qu’il a bien reçu un traitement antibiotique préventif, recompter les instruments après l’opération. Sans check-list, 1,5 % des opérés décèdent dans les 30 jours suivant l’opération, et avec cette procédure de contrôle ce taux n’est plus que de 0,8 % (P = 0,003). Le taux de complications non mortelles est passé de 11,0 % des patients à 7,0 % après l’introduction de la liste de contrôle (P <0,001). Le temps qui peut sembler perdu au moment de l’opération est largement récupéré par la diminution des échecs et des récidives. Sachant qu’en 2008, on estimait (selon les auteurs de cette étude) que 234 millions d’opérations chirurgicales étaient réalisées chaque année, le nombre de personnes sauvées ou mieux soignées ne serait pas négligeable si cette pratique était généralisée ou obligatoire.
Une procédure similaire de diagnostic différentiel poussé et méthodique en amont, permettrait peut-être d’encore améliorer le service aux patients.
En France, où 6,5 millions d’interventions chirurgicales sont réalisées chaque année, on estime que 60 000 à 95 000 événements indésirables graves (EIG) surviendraient dans la période péri opératoire, dont près de la moitié sont considérés comme évitables : erreurs de patient, erreurs de site opératoire, oublis de corps étranger. D’autres évènements plus fréquents nécessitent également d’être prévenus : défaut de mise en œuvre de l’antibioprophylaxie, infection du site opératoire, insuffisance d’identification de prélèvement ou défaut de coordination dans la prise en charge des soins post opératoires. Ces éléments peuvent être prévenus par la mise en œuvre d’une check-list adaptée.

### Check-listde l’OMS[6]version française
L’amélioration de la sécurité du patient est un axe prioritaire pour tous : patients, institutionnels et professionnels. La notion de sécurité, enjeu économique et social, implique tant au niveau national qu’à l’échelon de chaque établissement la mise en place de programmes, protocoles ou démarches, dont la check-list « Sécurité du patient au bloc opératoire ».

#### Rédacteurs de lacheck-list«Sécurité du patient au bloc opératoire»
En France, les collèges professionnels et organismes agréés de chirurgie et d’anesthésie, les représentations professionnelles des personnels infirmiers travaillant au bloc opératoires ainsi que les fédérations d’établissements hospitaliers ont participé à la rédaction de la check-list actuelle « Sécurité du patient au bloc opératoire » ; les patients étaient représentés par le LIEN, membre du collectif inter associatif sur la santé (CISS).
Après une première version parue le 1er janvier 2010, la version actuelle de la check-list « Sécurité du patient au bloc opératoire » retient 11 types d’éléments à vérifier, avant induction, avant l’intervention, avant la sortie du patient du bloc opératoire. La Check-list « sécurité du patient au bloc opératoire » et son mode d’emploi sont diffusés en France par la Haute Autorité de Santé

#### Responsabilité de la direction et de la CME
Le dispositif de gestion des risques cliniques dans le bloc opératoire doit comporter explicitement la mise en œuvre de programmes et démarches spécifiques type check-list.
La responsabilité de la Direction et des instances, notamment médicales (CME, conseil de bloc), est d’accompagner et, le cas échéant, d’adapter cette démarche check-list en fonction d’objectifs spécifiques, ainsi que de vérifier le suivi de ces programmes collaboratifs et en particulier leur appropriation par les professionnels.

#### Vulgarisation
- (en) États-Unis Atul Gawande: How do we heal medicine? Conférence TED http://www.ted.com/talks/atul_gawande_how_do_we_heal_medicine.html